# Teresa Siqueira
Maria Teresa da Câmara de Siqueira de Carvalho Rebelo de Andrade, mais conhecida por Teresa Siqueira (Lisboa, 6 de março de 1953), é uma fadista portuguesa. É mãe da cantora Carminho.

## Carreira musical
Teresa Siqueira lançou dois EP para a editora Alvorada ainda como Tereza Siqueira.
Em 1990 lançou o CD "Fado Antigo" através da editora Edisom.
A Movieplay lançou em 1998 a colecção "Fados do Fado" destinada a transpor para CD muitos dos discos esquecidos. Um dos discos foi repartido por Teresa Siqueira e Mercês da Cunha Rego.
Em 2008 realizou-se um espectáculo em Alfama, por ocasião das festas de Lisboa, em que Carminho e Francisco Andrade (os seus filhos, também cantores) tiveram Teresa Siqueira como convidada especial.

## Reconhecimento
Foi uma das 50 figuras do fado e da guitarra portuguesa homenageadas, em 2012, aquando da celebração do primeiro aniversário do fado enquanto Património Imaterial da Humanidade, tendo nessa altura recebido a Medalha Municipal de Mérito (Grau Ouro), da cidade de Lisboa. 

## Discografia
Entre a sua discografia encontram-se: 
Álbuns
- Fado Antigo (Edisom, 1990)[1]
- Fados do Fado nº 49 - Teresa Siqueira e Mercês da Cunha Rego (Movieplay, 1998) [6]

Singles e Ep's
- Se Não Fosse a Poesia / Fado da Minha Morte / O Vento Agitou o Trigo / Contradição (Ep, Alvorada) EPS601534 [1]
- Estrada/Só A Morte de Passagem/Meu Amor Que Me Dói Tanto/Rouba Ao Vento A Liberdade (Ep, Alvorada) EPS601582